# Семепровод
Семепроводът (на латински: ductus deferens s. vas deferens) е чифтен тръбест орган, част от мъжката полова система, който служи за пренасяне на сперматозоидите от надсеменника до мъжката уретра (urethra masculina) и за формирането на окончателния състав на семенната течност.
Семепроводът има дължина около 50 cm и започва от опашката на надсеменника (cauda epididimidis), като се изкачва краниално в състава на семенния кордон, заедно с артерията, вената и нерва на съответния (ляв или десен) тестис. След като влезе в коремната кухина през вътрешния ингвинален пръстен, семепроводът се насочва медиално към основата на пикочния мехур. Семепроводът се отваря в простатната част на уретрата, завършвайки с еякулаторния канал, който се образува при сливането му с отводящия канал на семенното мехурче.
Стената на семепровода е изградена от три слоя: лигавица, мускулатура и адвентиция (сероза).

Лигавицата (на латински: tunica musoca) е съставена от двуреден цилиндричен епител с микровили. Тя е силно нагъната и на напречен срез вътрешността на семепровода има звездовидна форма.
Мускулатурата (на латински: tunica muscularis) е съставена от три слоя гладка мускулатура: вътрешен и външен надлъжни, среден напречен. Съкращението на двата надлъжни мускулни слоя създава отрицателно налягане, което засмуква сперматозоидите, а средният циркулярен мускулен слой чрез перисталтични съкращения ги придвижва напред към уретрата.
Адвентицията (на латински: tunica adventitia) обвива отвън семепровода в частите му извън коремната кухина и е изградена от съединителна тъкан. В коремната кухина, той е обвит от коремница.